# Bóng bàn tại Đại hội Thể thao Đông Nam Á 1999
Bóng bàn tại Đại hội Thể thao Đông Nam Á năm 1999 diễn ra từ ngày 8 đến ngày 15 tháng 8 năm 1999 tại Trung tâm Thể thao Menglait, Bandar Seri Begawan, Brunei. Chương trình thi đấu bao gồm bảy nội dung tiêu chuẩn: đơn nam, đơn nữ, đôi nam, đôi nữ, đôi nam–nữ (mixed doubles), đồng đội nam và đồng đội nữ. Singapore gây bất ngờ khi vươn lên thống trị bóng bàn Đông Nam Á với việc giành 6 tấm huy chương vàng trên tổng 7 huy chương vàng được trao ở bộ môn này. Huy chương vàng còn lại thuộc về đoàn Indonesia.

## Quốc gia tham dự
Có tổng cộng 80 vận động viên đến từ 9 quốc gia tham gia tranh tài môn bóng bàn tại Đại hội Thể thao Đông Nam Á 1999.
- Brunei (10)
- Campuchia (8)
- Indonesia (10)
- Malaysia (10)
- Myanmar (4)
- Philippines (10)
- Singapore (10)
- Thái Lan (10)
- Việt Nam (8)

## Tóm tắt kết quả[2]
| Nội dung     | Vàng                                                                                   | Bạc | Đồng |
| ------------ | -------------------------------------------------------------------------------------- | --- | --- |
| Đơn nam      | Singapore · Duan Yong Jun                                                              | Indonesia · Anton Suseno                                                                                            | Philippines · Richard Gonzales |
| Đơn nam      | Singapore · Duan Yong Jun                                                              | Indonesia · Anton Suseno                                                                                            | Singapore · Zhang Tai Yong |
| Đơn nữ       | Singapore · Li Jiawei                                                                  | Thái Lan · Nanthana Komwong                                                                                         | Singapore · Jing Junhong |
| Đơn nữ       | Singapore · Li Jiawei                                                                  | Thái Lan · Nanthana Komwong                                                                                         | Thái Lan · Anisara Muangsuk |
|              |                                                                                        | | |
| Đôi nam      | Indonesia · Anton Suseno · Hadi J.                                                     | Singapore · Duan Yong Jun · Zhang Tai Yong                                                                          | Việt Nam · Đoàn Kiến Quốc · Lê Huy |
| Đôi nam      | Indonesia · Anton Suseno · Hadi J.                                                     | Singapore · Duan Yong Jun · Zhang Tai Yong                                                                          | Việt Nam · Vũ Mạnh Cường · Bùi Xuân Hạ |
| Đôi nữ       | Singapore · Li Jiawei · Jing Junhong                                                   | Indonesia · Fauziah Yulianti · Putri Septi Naulina Hasibuan                                                         | Indonesia · Christine Ferliana Santoso · Rossy Pratiwi Dipoyanti                                                                          |
| Đôi nữ       | Singapore · Li Jiawei · Jing Junhong                                                   | Indonesia · Fauziah Yulianti · Putri Septi Naulina Hasibuan                                                         | Thái Lan · Nanthana Komwong · Anisara Muangsuk                                                                                            |
| Đôi nam nữ   | Singapore · Zhang Tai Yong · Jing Junhong                                              | Indonesia · Muhammad Al Arkam · Fauziah Yulianti                                                                    | Singapore · Duan Yong Jun · Li Jiawei |
| Đôi nam nữ   | Singapore · Zhang Tai Yong · Jing Junhong                                              | Indonesia · Muhammad Al Arkam · Fauziah Yulianti                                                                    | Thái Lan · Sanguansin Phakpoom · Anisara Muangsuk                                                                                         |
|              |                                                                                        | | |
| Đồng đội nam | Singapore · Sen Yew Fai · Duan Yong Jun · Cai Xiao Li · Koh Chin Guan · Zhang Tai Yong | Việt Nam · Đoàn Kiến Quốc · Vũ Mạnh Cường · Lê Huy                                                                  | Indonesia · Anton Suseno · Muhammad Al Arkam · Ersan Sutanto · Deddy Da Costa · Hadiyudo Prayitno                                         |
| Đồng đội nam | Singapore · Sen Yew Fai · Duan Yong Jun · Cai Xiao Li · Koh Chin Guan · Zhang Tai Yong | Việt Nam · Đoàn Kiến Quốc · Vũ Mạnh Cường · Lê Huy                                                                  | Malaysia · Eng Tian Syh · Chan Koon Wah · Choo Sim Guan · Ng Shui Leong                                                                   |
| Đồng đội nữ  | Singapore · Li Jiawei · Tan Paey Fern · Lee Su Hui · Jing Junhong                      | Thái Lan · Anisara Muangsuk · Nanthana Komwong · Tidaporn Vongboon · Pornsri Ariyachotima · Suttilux Rattanaprayoon | Indonesia · Ceria Nilasari Jusma · Christine Ferliana Santoso · Rossy Pratiwi Dipoyanti · Fauziah Yulianti · Putri Septi Naulina Hasibuan |
| Đồng đội nữ  | Singapore · Li Jiawei · Tan Paey Fern · Lee Su Hui · Jing Junhong                      | Thái Lan · Anisara Muangsuk · Nanthana Komwong · Tidaporn Vongboon · Pornsri Ariyachotima · Suttilux Rattanaprayoon | Việt Nam · Ngô Thu Thủy · Nguyễn Ngọc Uyên · Nguyễn Mai Thy · Trần Lê Phương Linh                                                         |

## Bảng huy chương[5]
| Hạng               | Đoàn               | Vàng | Bạc | Đồng | Tổng số |
| ------------------ | ------------------ | ---- | --- | ---- | ------- |
| 1                  | Singapore (SIN)    | 6    | 1   | 3    | 10      |
| 2                  | Indonesia (INA)    | 1    | 3   | 3    | 7       |
| 3                  | Thái Lan (THA)     | 0    | 2   | 3    | 5       |
| 4                  | Việt Nam (VIE)     | 0    | 1   | 3    | 4       |
| 5                  | Malaysia (MAS)     | 0    | 0   | 1    | 1       |
| 5                  | Philippines (PHI)  | 0    | 0   | 1    | 1       |
| Tổng số (6 đơn vị) | Tổng số (6 đơn vị) | 7    | 7   | 14   | 28      |